# Cypripedium japonicum
Cypripedium japonicum là một loài lan ở Nhật Bản thuộc chi Cypripedium.

## Hình ảnh

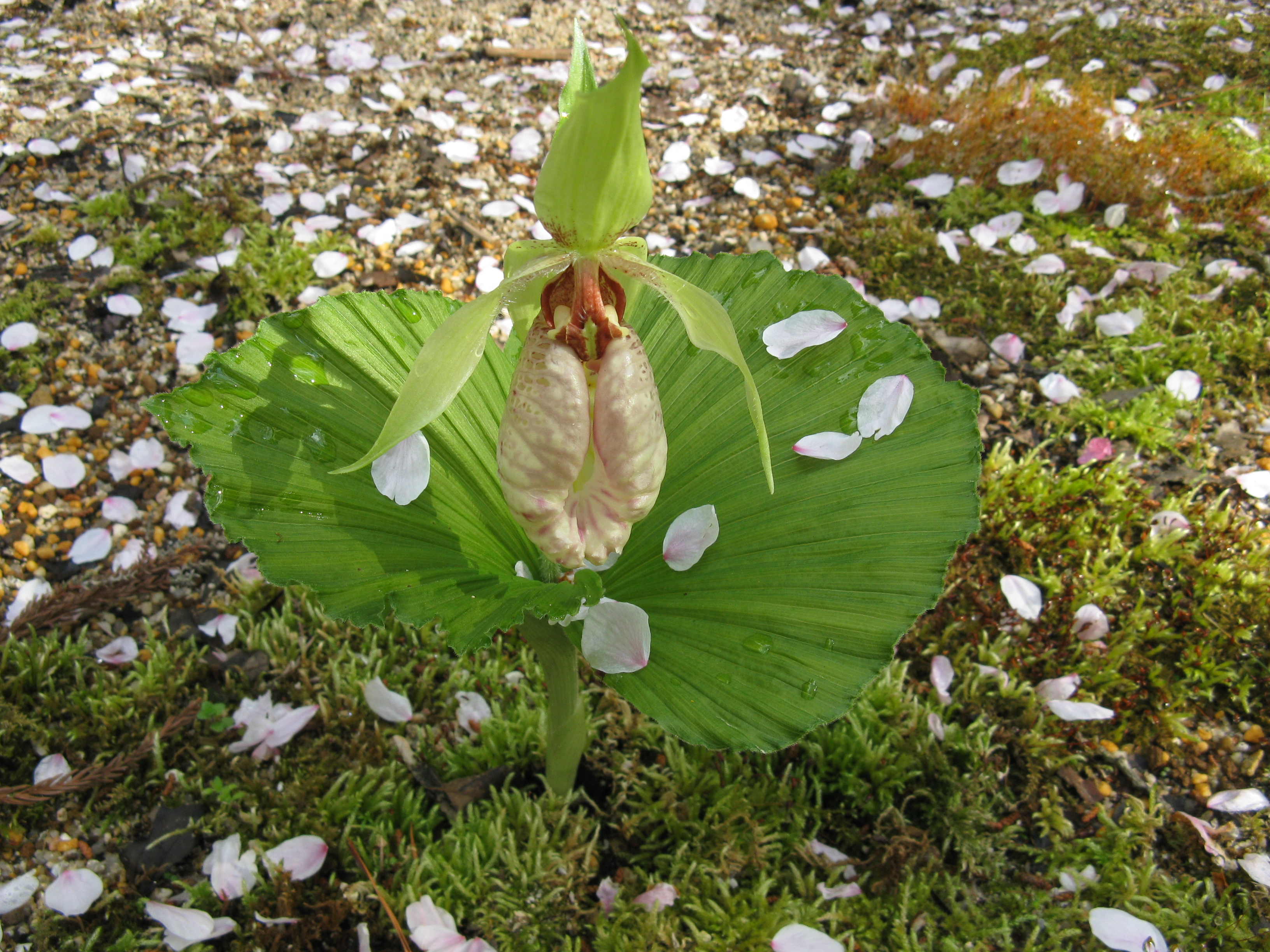
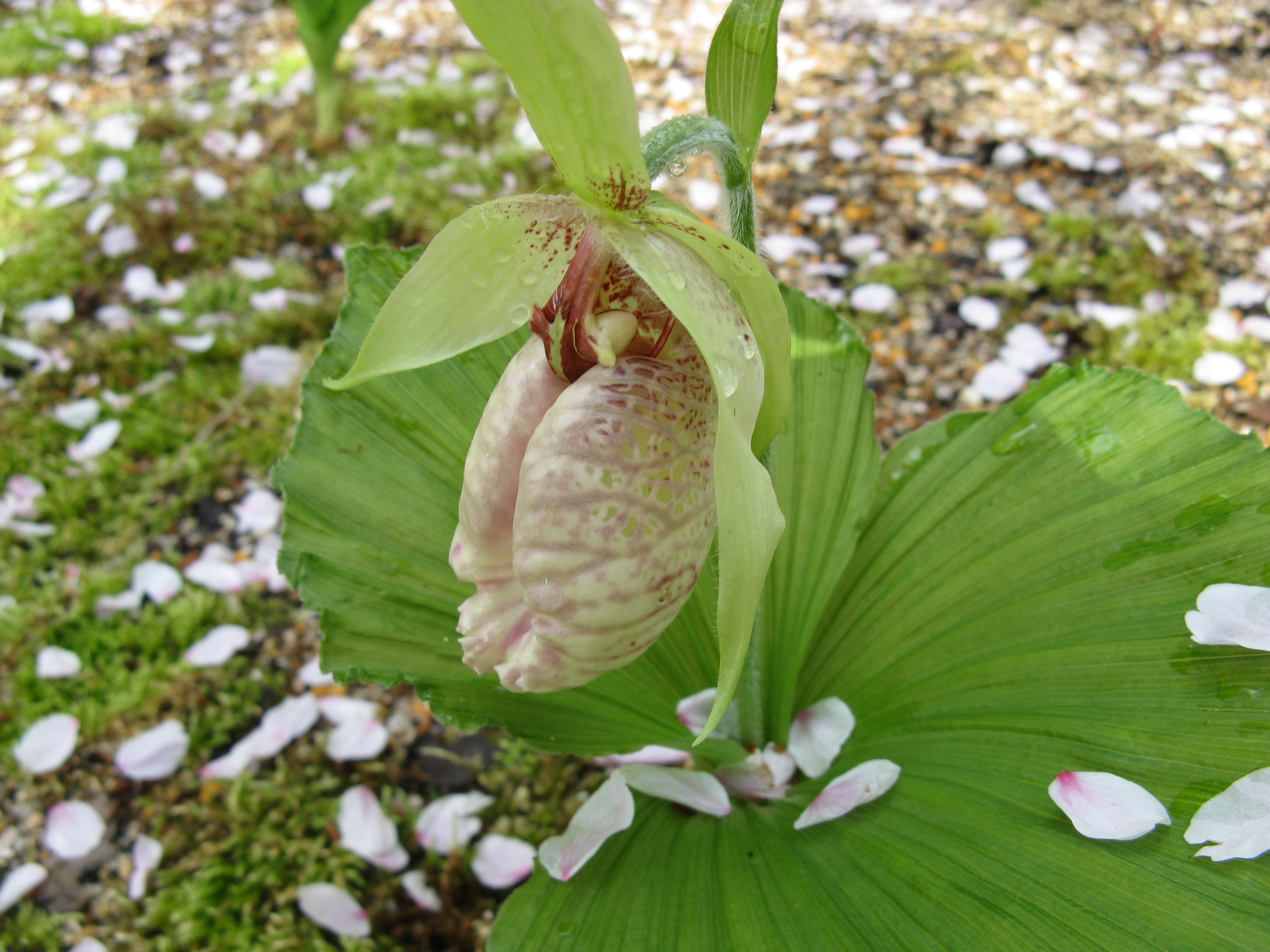